# Albert Emmanuel Bertrand
Pour les articles homonymes, voir Bertrand (patronyme).
Albert Emmanuel Bertrand dit aussi Albert Bertrand (1852 - 1912) est un artiste peintre, dessinateur, et graveur français.

## Biographie
Né à Paris le 2 mai 1852, fils de Victor Toussaint Bertrand et de Marie Marc, il devient étudiant aux Beaux-Arts de Paris, élève d'Isidore Pils. Il expose au Salon des artistes français à partir de 1880, d'abord des peintures et des dessins inspirés de paysages et de types parisiens, puis, à partir de 1886, des gravures sous la forme d'eaux-fortes, qui sont majoritairement des interprétations de maîtres, de Rembrandt à Corot, salon dont il devient membre. Il expose également au salon de la Société nationale des beaux-arts entre 1895 et 1902. Il semble exposer pour la dernière fois en 1909, au Salon des artistes français.
Il a également traduit Félicien Rops dont il fut très proche, et des pastels de Louis Legrand sous forme de lithographies en couleurs, sous la direction de l'éditeur Gustave Pellet.

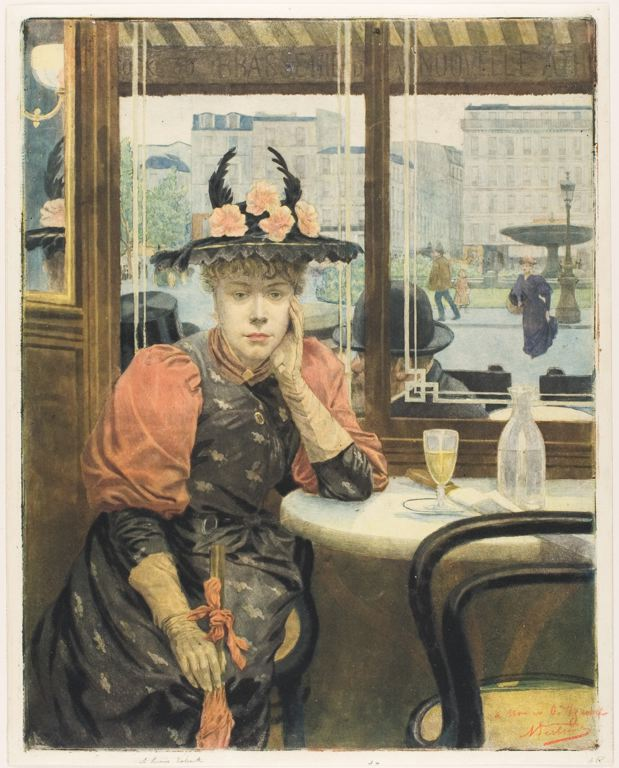
La Buveuse d'absinthe (1890), Art Institute of Chicago.

Caricaturiste de longue date, il livre des dessins à de nombreux périodiques tels que La Vie moderne, L'Almanach du Figaro, Paris-Joyeux, Don Juan, Le Sourire (dès 1900), Le Frou-frou, Le Rire, au Le Petit Illustré amusant, Jean qui rit, Le Bon Vivant, etc.
Albert Bertrand est mort le 26 mars 1912 dans le 18e arrondissement de Paris.

## Livres illustrés
- Alexie Martin et Robert de La Villehervé, Pierrot Magnétiseur farce en un acte, en vers, illustré avec Georges-Sauvage, Henri Paillard, Louis Letourneau, Mandot, 1882.
- Prosper Marius [Albert-Marie Collignon], Ronces et gratte-culs, poèmes, ornés de 25 gravures en taille-douce avec Jules Bastien-Lepage, Valère Bernard, Pierre-Marie Beyle, préfacé par Charles Monselet, Jules Lemonnyer, 1884 — sur Gallica.
- Juliette de Rochay, Mina, ou les Épreuves d'une vie d'enfant, imité de Paul Hermann, Tours, Mame, 1888.
- Octave Uzanne (éd.), L'Art et l'Idée. Revue contemporaine illustrée. Le dilettantisme littéraire et la curiosité. Maison Quantin, 1892.
- Henri Demesse, Zizi, histoire d'un moineau de Paris, Garnier Frères, 1892.
- Étienne Ducret, Le Charlatanisme dévoilé : ruses, trucs, supercheries des tricheurs, banquistes, empiriques, bateleurs, ventriloques, voleurs, sorciers, thaumaturges et autres mystificateurs; extraits des chroniqueurs, philosophes et physiciens célèbres, Paris, Chez tous les Libraires, 1892.
- E. Duchatel, Traité de lithographie artistique, préface de Léonce Bénédite, illustré par Buhot, Dillon, Dulac, Fantin-Latour, Fauchon, Fuchs, C. Lefèvre, Lunois, Maurou, Pirodon, Vogel, Paris, chez l'Auteur / Le journal L'Artiste, 1893 — lire sur Gallica.
- Louis Legrand, Les petites du Ballet, Gustave Pellet, 1893.

## Conservation
- Scène d'intérieur, estompe au crayon noir, 1880, musée du Louvre département des Arts graphiques[8].
- La Buveuse d'absinthe[9], eau-forte en couleurs, vers 1890, Art Institute of Chicago.
- Coup de vent sur la Place St. Germain l'Auxerrois, eau-forte en couleurs, 1903, Musée des Beaux-Arts de San Francisco.
- Réunion de comédiens dans un parc, eau-forte d'après Pater, 1908, musée de Nogent-sur-Marne[10].
- La Vente aux enchères et Les Bouquinistes, vernis mou et roulette, s.d., Rijksmuseum Amsterdam.